# Мельников, Пётр Андреевич
Пётр Андреевич Мельников (13 июля 1914, Аткарск — 19 мая 1984, Ульяновск) — советский военнослужащий, в годы Великой Отечественной войны — командир 1454-го самоходно-артиллерийского полка (11-го гвардейского танкового корпуса, 1-й гвардейской танковой армии, 1-го Белорусского фронта). Герой Советского Союза (31 мая 1945). Генерал-майор танковых войск (22 февраля 1963).

## Биография
Родился 13 июля 1914 года в городе Аткарске Саратовской области.
С 1936 года в рядах Красной Армии. Окончил военное училище.
С 1942 года участник Великой Отечественной войны. Принимал участие в боях на Западном, Центральном, Воронежском, 1-м Украинском, 2 и 1-м Белорусских фронтах.
С 16 апреля 1945 года принимал участие в Берлинской наступательной операции. Полк Мельникова был одним из передовых. 17 апреля полк устремился в направлении Мюнхеберга. Была отбита крупная контратака противника. 21 апреля полк Мельникова вошёл в пригород Берлина — Уленхорст. Было уничтожено более 40 танков противника. 22 апреля подошли основные силы.
Звание Героя Советского Союза с вручением ордена Ленина и медали «Золотая Звезда» присвоено 31 мая 1945 года «за отвагу и мужество, проявленные при штурме Берлина».
В 1948 году П. А. Мельников окончил Высшую бронетанковую школу, в 1959 году — Военную академию бронетанковых войск. Был начальником 2-го Саратовского танкового училища с марта 1958 по июль 1959, затем, после расформирования Саратовского училища, с 1959 по 1966 год  — начальником Ульяновского танкового училища. После Ульяновского танкового училища, Пётр Андреевич был заместителем командующего Сибирского ВО по ВУЗам и проживал в Новосибирске.
С 1972 году генерал-майор Мельников Пётр Андреевич в запасе, жил в Ульяновске.
Умер 19 мая 1984 года. Похоронен на Северном кладбище Ульяновска.

## Награды
- Медаль «Золотая Звезда»;
- орден Ленина;
- три ордена Красного Знамени;
- орден Суворова 3-й степени;
- орден Александра Невского;
- орден Отечественной войны 1-й степени;
- орден Трудового Красного Знамени;
- три ордена Красной Звезды;
- медали, в том числе:
- медаль «За боевые заслуги»;
- медаль «За взятие Берлина»;
- медаль «За освобождение Варшавы».

## Память
- 1 июня 2010 года, Постановлением Мэра Ульяновска Александром Пинковым, одной из улиц нового района Ульяновска «Юго-Западный» присвоено имя Генерала Мельникова.
- 9 сентября 2010 г. учащиеся лицея № 45 приняли участие в церемонии открытия мемориальной доски генералу П. А. Мельникову.
- 9 мая 2000 года была открыта мемориальная плита, где золотом навечно вписаны имена Героев Советского Союза — жителей Татищевского района[2].